# Edifici al raval del Pallol, 6-8
L'Edifici al raval del Pallol, 6-8 és un edifici del municipi de Reus (Baix Camp) inclòs en l'Inventari del Patrimoni Arquitectònic de Catalunya com a Bé Cultural d'Interès Local.

## Descripció
És un edifici entre mitgeres, de planta baixa, tres pisos i terrat. Tot el conjunt de la façana presenta la mateixa composició, però diferenciada en dos parts, amb tres elements a un costat i un a l'altre. A la planta baixa hi ha tres obertures comercials a la dreta, mentre que a l'esquerra hi ha l'obertura d'accés a l'edifici. Els quatre balcons que presenta per planta tenen una barana senzilla de ferro forjat, amb un dibuix rodó en forma d'ornamentació. Els pisos d'habitatges presenten composició simètrica. En el primer pis hi ha quatre obertures de llinda, balconeres formant dos balcons correguts, barana de ferro, muntants i dintells ornats amb motius florals. Les obertures balconeres del segon pis no presenten ornamentació tan rica com en l'anterior. El tercer pis té una decoració encara més simple. Una barbacana i una barana cega rematen l'edifici.